# Шевелино (Нижегородская область)
Шевелино (уст. Шавелино) — деревня в Воскресенском районе Нижегородской области. Входит в состав Богородского сельсовета.

## География
Расположена в 2,5 км от реки Ветлуги, 2 км до трассы на Йошкар-Олу. Ближайшие населённые пункты — д. Успенское (асфальтовая дорога), д. Сосновка (заросшая грунтовка).

## Население
| 1999 | 2002 | 2010 |
| ---- | ---- | ---- |
| 21   | ↘20  | ↘8   |